# Années 1920
Les années 1920 (les « Années folles ») couvrent la période de 1920 à 1929, marquée par une très forte croissance économique.

## Événements majeurs

### Catastrophes naturelles
- En Chine, le 16 décembre 1920, un séisme dans la province de Gansu (nord-ouest) fit environ 230 000 victimes. En juillet 1922, un cyclone au Port de Shantou fit environ 50 000 victimes. Et le 23 mai 1927, un séisme à Nanchang, dans la province de Jiangsi Sud fit environ 80 000 victimes[1].
- Le 1er septembre 1923, un séisme à Tokyo, Yokohama, au Japon fit près de 143 000 victimes[1].

## Géopolitique et économie

### La désorganisation diplomatique héritée de la guerre
À la suite de la Première Guerre mondiale (1914-1918), certains pays connaissent une crise de régime immédiate : Italie, Allemagne, et des pays de l'Europe orientale, mettant à mal les plans de cohésion avancés par la nouvelle Société des Nations. Le conflit débouche sur l'émergence de libertés originales, telles que l'égalité des droits politiques entre sexes et classes sociales. La souplesse institutionnelle des démocraties parlementaires leur permet d'adopter un exécutif fort à l'issue du conflit, en restant – tant bien que mal – ancrées dans un modèle républicain et démocratique. À l'inverse, les régimes forts et les empires connaissent plus de difficultés. En Russie, la révolution de 1917 instaure un nouveau régime socialiste renversant les classes possédantes traditionnelles, qui prend le contrepied du modèle de démocratie libérale. Pour se protéger de ce revirement et de la montée rapide de l'extrême gauche, les pays proches envisagent le recours ou l'affirmation de l'autoritarisme, mais sans s'y résigner. Les mouvements nationalistes progressent en Allemagne et en Italie. En Allemagne comme en France, le mouvement communiste est important. Le 1er mai 1929, une manifestation communiste a lieu à Berlin malgré l’interdiction. La police fait feu sur les manifestants, la répression fait 15 à 33 morts.
Les questions internationales liées aux réparations de guerre, avec rivalités et tensions diplomatiques, préoccupent les citoyens comme les gouvernements, qui ressentent une grande déception après la guerre. Les différends profonds que la guerre a exacerbés ou créés vont rapidement mener à l'échec des négociations internationales. La question cruciale du désarmement oscille de fiasco en fiasco tout au long de la décennie, l'année 1933 marquant ensuite le tournant vers un mouvement inverse : un réarmement. Le problème des réparations financières et énergétiques mine les relations internationales dès la sortie de la guerre, jusqu'à 1929. À cette date, Owen D. Young préside la seconde renégociation du traité de Versailles. Le plan Young de 1930 qui en découle, puis la conférence de Lausanne de 1932, qui fixent « définitivement » les clauses de remboursement par l'Allemagne, dérivent d'une longue suite d'échecs depuis 1921. Le second accord sera par ailleurs caduc, la crise de 1929 étant survenue.

### La forte croissance malgré deux handicaps
Malgré les dégâts de la "Grande guerre", entre 1922 et 1929, le taux de croissance de la France et de l'Allemagne est compris entre 5 % et 6 % par an en moyenne. La société de consommation, avec la démocratisation de l'automobile et la diffusion de l'électroménager, s'épanouit aux États-Unis, où la croissance s'est accélérée dès la guerre.

#### Le problème de l'endettement
La question des réparations de guerre souligne la faiblesse potentielle des économies. Tous les ex-belligérants, en dehors des États-Unis, sont endettés. Pour rembourser les dettes, les États augmentent les impôts et les emprunts, limitant les perspectives de reprise économique par la consommation. Mais grâce aux cours forcés des billets, qui sous-évaluent les valeurs restituées par les États à leurs voisins, les sommes remboursées restent limitées. Mais la dette intérieure demeure : pour payer les reconstructions, l'obscurité ambiante vis-à-vis des dettes et de leurs montants poussent à en demander toujours plus aux citoyens sous forme d'impôts supplémentaires. Confronté à des réparations allemandes moins élevées, la France maintient les impôts nouveaux qui devaient être exceptionnellement réservés au financement de la guerre. Les lois de 1916 et de 1918 utilisent les impôts comme source essentielle de revenus. La France voit tour à tour se créer un impôt sur les plus-values et un impôt sur les sociétés, qui s'ajoutent à l'impôt sur le revenu institué en 1914. La loi dite du double décime établissant une majoration de 20 % sur les impôts est votée ensuite en mars 1924 par la « Chambre bleu horizon ». Le taux d’imposition de la tranche marginale supérieure atteint 90 %, alors qu'il était de seulement 2 % dix ans auparavant.
Les autres pays maintiennent ou accroissent aussi la fiscalité. En Allemagne par exemple, un impôt sur les plus-values foncières avait été créé comme impôt impérial dès la loi du 14 février 1910. En Angleterre aussi, la loi de finances du 29 avril 1910 institua une taxe sur la plus-value foncière.

#### Les errements monétaires

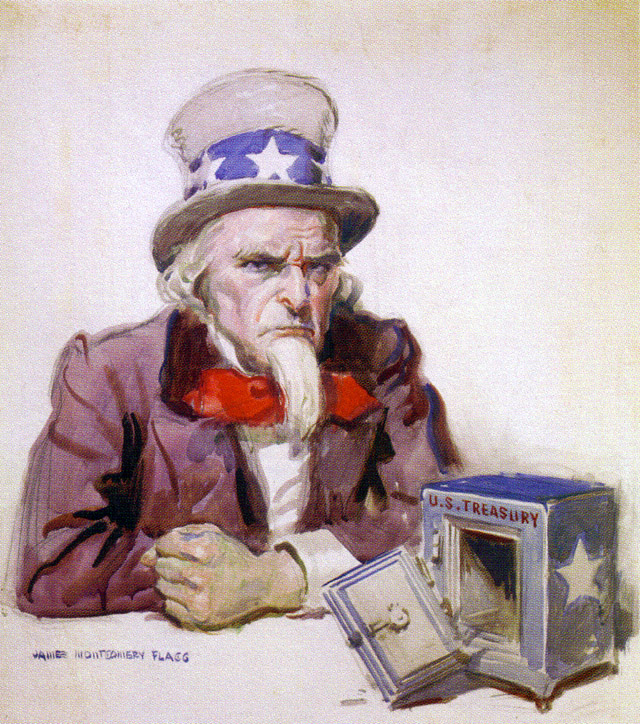
Oncle Sam et le trésor vide, 1920, par James Montgomery Flag. Référence à la situation économique des États-Unis au sortir de la guerre.

Pendant la guerre, la convertibilité-or prend fin et le recours aux billets de banque est rendu obligatoire. Si les cours restent relativement stables, les prix augmentent suffisamment pour engendrer une thésaurisation des monnaies métalliques. Dans de nombreux pays, elle conduit les chambres de commerce, des autorités locales et des commerçants à émettre une monnaie de nécessité. Une fois la paix revenue, il y a beaucoup plus de billets de banque en circulation que d'or, ce qui rend le gage impossible. La non convertibilité est donc conservée, dans l'espoir, déçu, d'un retour à la situation antérieure. Les années 1920 sont marquées par la surévaluation des monnaies, la contraction des échanges internationaux et un déficit chronique de confiance dans l'économie.
Tous les États produisent massivement de la monnaie, ce qui engendre de l'inflation. Pour limiter les répercussions, il est décidé de découpler les indices de prix du taux d'inflation : ils sont artificiellement maintenus bas et ne reflètent ni la valeur des cours, ni la valeur intrinsèque des produits. L'État allemand inaugure la « dévaluation de combat », pour favoriser ses exportations. Le mark est déprécié à plusieurs reprises, ce qui est rendu possible par le système de flottantes depuis l'abandon de tout référentiel externe en or. En augmentant à outrance la masse de monnaie, l'Allemagne parvient à limiter les remboursements de guerre à ses vainqueurs : en janvier 1919, 1 mark « papier » valait 1,3 mark en or. En décembre 1921, ce rapport était d'un pour 46 et en août 1923, d'un pour un trillion.

#### La croissance la plus forte en deux siècles
Les trois principaux facteurs de la croissance des années 1920 sont la rationalisation, la concentration et les progrès technologiques. Le monde industriel vit ses deux révolutions les plus importantes, dans deux secteurs-clés, l'automobile et l'électricité, qui entrent tous les deux dans la production de masse, grâce à des économies d'échelle. La croissance moyenne de la productivité, à 3,8 % par an, atteint sur la période 1917-1927 son plus haut niveau de l'histoire.
Si la croissance se manifeste par la très forte hausse de la production globale d'articles manufacturés, elle varie fortement d'un pays à l'autre, avec un démarrage difficile. Les États-Unis jouent le rôle de locomotive dès 1918. En France, l'essor se fait net à partir de 1922, et il faut attendre 1924 en Allemagne pour que la croissance devienne dynamique, car les réparations de guerre ont d'abord pesé.
Si l'on tient compte du fait que la guerre a tout d'abord paralysé l'économie française et favorisé l'économie des États-Unis, devenus "usine du monde" sur une base 100 en 1913, la production globale d'articles manufacturés est de 106 en Grande-Bretagne en 1928/1929, 118 en Allemagne, 139 en France et 172 aux États-Unis, où il se situait déjà à l'indice 150 en 1920.

##### Allemagne
Sous la république de Weimar, la croissance connut une remontée spectaculaire après la chute des années 1919-1923, malgré l'hyperinflation allemande qui apparaît en 1923. La Commission des réparations avait en 1920 décidé que l'Allemagne devra verser 132 milliards de marks-or aux nations ayant subi des dommages. La France en reçoit 52 %, contre 22 % pour le Royaume-Uni, 10 % pour l'Italie ou 8 % pour la Belgique. En Allemagne, la dette qui équivalait avant la guerre à deux mois du revenu national progresse à trois ans du revenu national. La France voit sa dette tripler. Le Royaume-Uni doit 4 661 millions aux États-Unis, qui n'ont plus aucune dette mais des créances. Pour y faire face l'Allemagne opère une concentration du capital (machines et entreprises) dans les mains d'entrepreneurs, de banques parfois les deux (trusts, Konzerns, conglomérats). La sidérurgie allemande voit sa capacité de production doubler sur le plan technologique.

##### France
En France, l'indice de la production industrielle quadruple en dix ans : il passe de 57 à 239 entre 1919 et 1929. Son taux de croissance est le plus fort d'Europe. La France devient le 3e producteur mondial d'acier et fonte. Sa production d'électricité est multipliée par 4 ou par 8, selon les différentes estimations, et celle d'automobile par cinq. Le dynamisme des grandes entreprises se retrouve aussi au niveau des "grosses PME" (sociétés de 10 à 500 salariés). En 1906, 42 % des salariés français travaillaient dans des entreprises de plus de 10 salariés, mais en 1926 ils sont 59 %. Les services aussi progressent, qu'ils soient marchands ou pas, de même que l'éducation. En cinq ans, de 1928 à 1933, on passe d'un enseignement secondaire payant à la gratuité. La bourse voit son volume d'échanges décupler et son indice multiplié par 4,4, entre la fin 1921 et la fin 1928, performance encore plus élevée que celle du Dow Jones, multiplié par 3,6 sur la même période.

##### Royaume-Uni
Même si elle est à la traîne des autres pays, la Grande-Bretagne affiche aussi une forte croissance. Première nation à entrer dans la révolution industrielle, ses vieilles industries peinent à se renouveler. La principale cause de cette moindre performance de l'économie britannique est sans nul doute le retour à l'étalon-or en 1925, qui entraîne dans son sillage déflation et réévaluation de la livre sterling. Les États-Unis la concurrencent dans les trois domaines où elle était encore reine avant-guerre : les chantiers navals américains ont multiplié par 10 leur production en 5 ans et pèsent plus de 50 % du tonnage mondial contre 8 % en 1913, le stock d'or américain constitue environ la moitié des réserves mondiales dès 1919, et l'Agence Reuters a perdu du terrain face aux rivales Associated Press et United Press International.
Le début de la décennie fut marqué par de nombreuses luttes sociales. En janvier 1920, la formation d'une « triple alliance », après les grèves de l'année 1919, entre les syndicats de mineurs, des transports et de cheminots effraya le gouvernement. Selon le chef du secrétariat du cabinet : « les ministres semblaient avoir une peur bleue de cet évènement tout à fait extraordinaire. »

##### États-Unis
Les États-Unis deviennent la première puissance industrielle, devant l'Angleterre, sans être rattrapés par les autres pays occidentaux, grâce de nouvelles consommations : automobile, pétrole, radio et matériels électriques alors que l'éclairage dominait la consommation d'électricité avant-guerre. Le revenu réel par habitant passe de 522 à 716 dollars entre 1921 et 1930. L'industrie de l'automobile américaine a débouché sur un parc de 26,5 millions de véhicules en 1930, soit 5 fois plus que dans l'ensemble de l'Europe. De 1922 à 1929, l’indice Dow Jones progresse en moyenne de 18 % par an, soit une hausse totale de plus de 300 % en huit ans. La production industrielle américaine n'a pourtant augmenté que de 50 % sur la période. « Le cours des titres augmente plus que les profits des entreprises, qui eux-mêmes augmentent plus que la production, la productivité, et enfin plus que les salaires, bons derniers dans cette course. » résumera l’économiste Jacques Brasseul.

### Les réajustements politiques et monétaires
Dans ce contexte d'emballement économique, le Royaume-Uni s'efforce de convaincre la France de participer au redressement de l'Allemagne, mais essuie un net refus illustré par l'échec diplomatique de la conférence de Gênes. En 1922 est créé le Gold Exchange Standard (GES), initiative visant à résoudre un problème général de couverture or des monnaies. En effet, si le couple franco-allemand bloque tout retour à l'équilibre au cœur de l'Europe, un désordre plus large menace : pendant et après la guerre, la Réserve fédérale américaine (FED) a accumulé une très grande quantité d'or. Pour apporter une solution à ce problème, le GES consiste en une double couverture or et dollar: la FED joue le rôle d'arbitre monétaire mondial, le dollar celui de monnaie de réserve. Les transactions internationales se réalisent en dollars. Ce mécanisme durera jusqu'à la crise de 1929 permettant une relative stabilité des monnaies européennes et l'Allemagne voyant ses exportations facilitées.
Les États-Unis sont une nouvelle fois les artisans du redressement allemand. En collaboration avec Hjalmar Schacht, le « magicien de la finance », les Américains concèdent des prêts importants à l'Allemagne. Pour les assurer, Schacht gage sa nouvelle monnaie, le Rentenmark, sur l'ensemble des bénéfices du chemin de fer du pays, en octobre 1923. Une fois la stabilité revenue, une seconde monnaie est créée en août 1924, le Reichsmark, bénéficiant d'une double couverture avec celle du GES. Dans le couple américano-allemand, la confiance a été la clé de la reprise, la contrepartie étant la dépendance au dollar de l'économie allemande. Pendant ce temps, la France connaît deux problèmes : les réparations allemandes ne sont pas perçues à hauteur suffisante, et les Anglais spéculent contre le franc. À la fin des années 1920, Raymond Poincaré recourt lui aussi à la dévaluation, qui comme en Allemagne change de statut auprès des classes dirigeantes : d'échec politique, elle devient un outil – voire une arme – économique. Ces désordres monétaires font que les échanges internationaux restent plus que modestes, malgré la forte croissance économique mondiale.

## Personnages significatifs
- Alexandre Millerand
- Abdelkrim Al-Khattabi
- Gaston Doumergue
- Warren G. Harding
- Calvin Coolidge
- George V
- Stanley Baldwin
- Benito Mussolini
- Miguel Primo de Rivera
- Adolf Hitler
- Charles Lindbergh
- Louis Armstrong
- Owen D. Young
- Albert Ier de Belgique
- Sun Yat-sen
- Tchang Kaï-chek
- Mao Zedong
- Zhou Enlai
- Hirohito
- Lenine
- Staline
- Aristide Briand

## Sciences et technologies
Entre le 20 et le 21 mai 1927, Charles Lindbergh est le premier pilote à relier, sans escale et en solitaire, New York à Paris, en 33 heures et 30 minutes, à bord de son avion Spirit of Saint Louis.

## Culture et sport

### Culture

#### Cinéma
- Liste de films français sortis dans les années 1920
- Liste de films allemands sortis dans les années 1920
- cinéma américain, dans les années 1920
- En 1929, le film Les Ailes est le premier long-métrage à remporter l'oscar du meilleur film.

#### Musique
- Louis Armstrong commence sa carrière et réalise ses premiers chefs-d'œuvre. Le style pop apparait.

### Sport
- En 1924, les premiers Jeux Olympiques d'hiver ont lieu à Chamonix, en France